# Kaltenbaechel
Der Kaltenbaechel ist ein linker Zufluss der Andlau im französischen Département Bas-Rhin in der Region Grand Est.

## Verlauf
Der Kaltenbaechel entspringt in den Mittelvogesen auf einer Höhe von 893 m in der Forêt de la Ville de Strasbourg. Er fließt in südöstlicher Richtung und mündet nach 1,5 Kilometer auf einer Höhe von etwa 820 m in Neumelkerei in die Andlau.